# Nasiha Kapidžić-Hadžić
Nasiha Kapidžić-Hadžić (ur. 6 grudnia 1932 w Banja Luce, zm. 22 września 1995 w Sarajewie) – jugosłowiańska pisarka literatury dla dzieci i młodzieży. Według niektórych źródeł jej data urodzenia to 6 listopada 1931 roku.

## Życiorys
Ukończyła szkołę podstawową i średnią w Banja Luce. Jest absolwentką wydziału Filozofii Uniwersytetu w Belgradzie.
Pracowała jako nauczycielka i producentka radiowa przy programach dla dzieci. Opublikowała także podręczniki dla szkół podstawowych. Jej pierwsza książka dla dzieci, Maskenbal u šumi („Bal kostiumowy w lesie”), została opublikowana w 1962 roku.
Kapidžić-Hadžić urodziła córkę o imieniu Aida.

## Twórczość

### Poezja[4]
- Maskenbal u šumi, piosenka, 1962.
- Vezeni most, piosenka, 1965[6].
- Od zmaja do viteza, antologija, 1970 i 1981.
- Skrivena priča, piosenka, 1971.
- Poslanica tiha, piosenka, 1972.
- Od tvog grada do mog grada, piosenka, 1975.
- Liliput, piosenka, 1977.
- Lete, lete laste, piosenka, 1981.
- Vrbaska uspavanka, piosenka, 1981.

### Proza[7]
- Kad si bila mala, 1973.
- San o livadici, gra radiowa dla dzieci, 1974.
- Glas djetinjstva, gra radiowa dla dzieci, 1975.
- Događaj u Loncipunumu, gra radiowa dla dzieci, 1977.
- Glas djetinjstva, dramat dla dzieci, 1978.
- Dječija pozornica, 1982.
- Svjetlič, svraka i lisica, 1986.